# 1991年鐵路
此條目列出1991年發生有關鐵路運輸的事件。

## 事件

### 1月
- 1月1日：下津井電鐵（日语：下津井電鉄）全線停運。

### 3月
- 3月19日：成田線機場支線通車，京成本線延長至成田機場。
- 3月25日：桃花台新交通（日语：桃花台新交通）桃花台線通車。
- 3月31日：北總開發鐵道北總·公團線（現為北總鐵道北總線）通車。

### 4月
- 4月7日：紐約帝國聯絡線通車，容許紐約上州的美鐵列車直達賓夕法尼亞車站。美鐵停止開行前往大中央總站的列車。
- 4月25日：蒙特雷地鐵1號線（英语：Monterrey Metro Line 1）通車。
- 4月26日：葉卡捷琳堡地鐵通車，是蘇聯時期最後一條通車的地鐵。
- 4月27日：嵯峨野觀光鐵道開始營運。

### 5月
- 5月11日：華盛頓地鐵綠線通車。

### 6月
- 6月12日：千葉都市單軌電車2號線延長至臨時千葉站。
- 6月20日：東北新幹線南延至東京站。

### 7月
- 7月1日：片上鐵道（日语：同和鉱業片上鉄道）全線停運。

### 8月
- 8月12日：墨西哥城地鐵A線通車。

### 9月
- 9月1日：七尾線由JR西日本交由能登鐵道營運。都營地下鐵都營新宿線本八幡站永久站體啟用。
- 9月1日：東勢線停運。
- 9月4日：里昂地鐵D線（英语：Lyon Metro Line D）通車。

### 10月
- 10月28日：神戶電鐵公園都市線通車。

### 11月
- 11月17日：九廣鐵路九廣輕鐵第二階段啟用，屯門碼頭站至安定站啟用。
- 11月29日：營團地下鐵（現為東京地下鐵）南北線通車，來往駒込站與赤羽岩淵站。

### 12月
- 12月1日：東海交通事業城北線通車。
- 12月10日：都營地下鐵12號線（現為大江戶線）第一階段通車，來往光丘站至練馬站。與其他路線脫網。
- 12月12日：美鐵與加利福尼亞州運輸部開行首府走廊號列車[1]。
- 12月16日：臺鐵南迴線通車，至此台灣環島鐵路網正式完成。
- 12月30日：聖彼得堡地鐵右岸線由亞歷山大·涅夫斯基廣場II站延長至花園站。
- 12月30日：基輔地鐵瑟雷茨-佩切拉線由克洛夫站延長至維杜比奇站。